# Halimochirurgus
Halimochirurgus is een geslacht van straalvinnige vissen uit de familie van de driepootvissen (Triacanthodidae).

## Soorten
- Halimochirurgus alcocki Weber, 1913
- Halimochirurgus centriscoides Alcock, 1899